# Coppa Bernocchi 1948
La Coppa Bernocchi 1948, trentesima edizione della corsa, si svolse il 3 ottobre 1948 su un percorso di 249 km. Fu valida come evento del circuito UCI categoria CB1.1. La vittoria fu appannaggio dell'italiano Virgilio Salimbeni, che terminò la gara in 6h53'00", alla media di 36,174 km/h, precedendo i connazionali Giorgio Cargioli e Leo Castellucci. L'arrivo e la partenza della gara furono a Legnano.

## Ordine d'arrivo (Top 10)
| Pos. | Corridore          | Squadra            | Tempo    |
| ---- | ------------------ | ------------------ | -------- |
| 1    | Virgilio Salimbeni | Legnano            | 6h53'00" |
| 2    | Giorgio Cargioli   | Arbos              | ?        |
| 3    | Leo Castellucci    | Legnano            | ?        |
| 4    | Settimio Simonini  | Viani Cral Imperia | ?        |
| 5    | Salvatore Crippa   | Lygie              | ?        |
| 6    | Alfredo Pasotti    | Benotto-Levriere   | ?        |
| 7    | Adriano Lugatti    | Viscontea          | ?        |
| 8    | Giancarlo Astrua   | Benotto-Levriere   | ?        |
| 9    | Egidio Feruglio    | Wilier Triestina   | ?        |
| 10   | Pietro Ferrari     | Edelweiss          | ?        |